# Литвиненко, Павел Андреевич
Па́вел Андре́евич Литвине́нко (27 июня 1924, Хрещатый, Воронежская губерния — 13 сентября 1990, Тула) — участник Великой Отечественной войны. Герой Социалистического Труда (1971). Полный кавалер Ордена Славы (1944, 1945, 1946).

## Биография
Павел Андреевич Литвиненко родился 27 июня 1924 года в посёлке Хрещатый (ныне — Кантемировского района Воронежской области).
Окончив неполную среднюю школу, Павел Андреевич Литвиненко работал трактористом в колхозе родного посёлка.

### Служба в Красной армии
После призыва в ряды РККА в декабре 1942 года Павел Андреевич Литвиненко сразу же попал на фронт.
В ходе боёв 6 — 12 августа 1944 года за плацдарм на реке Висла младший сержант Павел Андреевич Литвиненко в 30 километрах восточнее города Варка (Польша) принял участие в отражении 9 контратак пехоты и танков гитлеровцев. Так, в бою 9 августа действиями наводчика младшего сержанта Павла Андреевича Литвиненко его орудийный расчёт подавил два орудия, два пулемёта, уничтожил автомашину с боеприпасами и более десятка гитлеровцев.
Указом Президиума Верховного Совета СССР от 26 сентября 1944 года за мужество и отвагу, проявленные в боях, младший сержант Павел Андреевич Литвиненко награждён орденом Славы 3-й степени.
В ходе наступления советских войск в январе 1945 года Павел Андреевич Литвиненко в составе расчёта подавлял огневые точки и пехоту гитлеровцев.
В ходе боя за населённый пункт Юзефувек (Польша), находящегося в 40 километрах юго-восточнее польского города Бялобжеги артиллеристы, в том числе и Павел Андреевич Литвиненко, вывели из строя 8 пулемётов и более 20 солдат и офицеров противника.
Указом Президиума Верховного Совета СССР от 4 марта 1945 года за мужество и отвагу, проявленные в боях, младший сержант Павел Андреевич Литвиненко награждён орденом Славы 2-й степени.
В ходе Берлинской операции сержант Павел Андреевич Литвиненко в ходе прорыва обороны противника в период с 16 по 18 апреля 1945 года огнём из своего орудия уничтожил 4 пулемёта, бронетранспортёр, две автомашины и более 15 солдат и офицеров противника.
В уличных боях в Берлине Павел Андреевич Литвиненко сопровождал огнём из своего орудия наступление советских подразделений. Так, 28 апреля 1945 года расчёт орудия Павла Андреевича Литвиненко уничтожил крупнокалиберный пулемёт, две огневые точки и более десяти гитлеровцев.
В КПСС Павел Андреевич Литвиненко вступил в 1946 году.
Указом Президиума Верховного Совета СССР от 15 мая 1946 года за образцовое выполнение заданий командования в боях с немецко-фашистскими захватчиками гвардии сержант Павел Андреевич Литвиненко награждён орденом Славы 1-й степени, став полным кавалером ордена Славы.
Оставшись на сверхсрочную службу, старшина Павел Андреевич Литвиненко был назначен механиком, доверив работу по ремонту и восстановлению военной техники. За это время старшина Павел Литвиненко пристрастился к токарному делу, добившись определённых успехов.

### Послевоенная биография
Демобилизировавшись в 1948 году, Павел Андреевич Литвиненко вернулся в Тулу, работал на комбайновом заводе 40 лет: токарем, сменным и старшим мастером, заместителем начальника цеха. Без отрыва от производства окончил среднюю школу, затем школу мастеров и вечерний машиностроительный техникум.
Постоянно проявляя смекалку, Павел Андреевич Литвиненко внёс много рационализаторских предложений. Например, он придумал изготовить специальные приспособления для одновременной шлифовки четырёх валов картофелеуборочного комбайна, что позволило значительно снизить себестоимость и повысить производительность труда.
Считаясь на своём заводе лучшим наставником, Павел Андреевич Литвиненко обучил немало молодых людей, привив им чувство гордости своей профессией. Одновременно возглавлял областной совет наставников, стал депутатом Тульского городского Совета народных депутатов, членом президиума областного комитета профсоюза и членом Центрального правления научно-технического общества машиностроительной промышленности.
Указом Президиума Верховного Совета СССР в апреле 1971 года «за достижение высоких технико-экономических показателей в выполнении заданий восьмой пятилетки» старшему мастеру механического цеха Павлу Андреевичу Литвиненко присвоено звание Героя Социалистического Труда с вручением ордена Ленина и медали «Серп и Молот».
После 20-летнего перерыва на Параде Победы 9 мая 1985 года выставлялось Знамя Победы. В числе знаменосцев, наряду с маршалом авиации Николаем Скомороховым, полковниками Фоменко и Неустроевым, Героем СССР и полным кавалером ордена Славы Николем Кузнецовым, был и Павел Андреевич Литвиненко.
Павел Андреевич Литвиненко умер 13 сентября 1990 года от третьего инфаркта в Туле.

## Награды
- Медаль «Серп и Молот»
- Орден Ленина
- Орден Отечественной войны 1-й степени
- Орден Славы 1-й, 2-й и 3-й степени
- медали